# Народные восстания в Европе позднего Средневековья

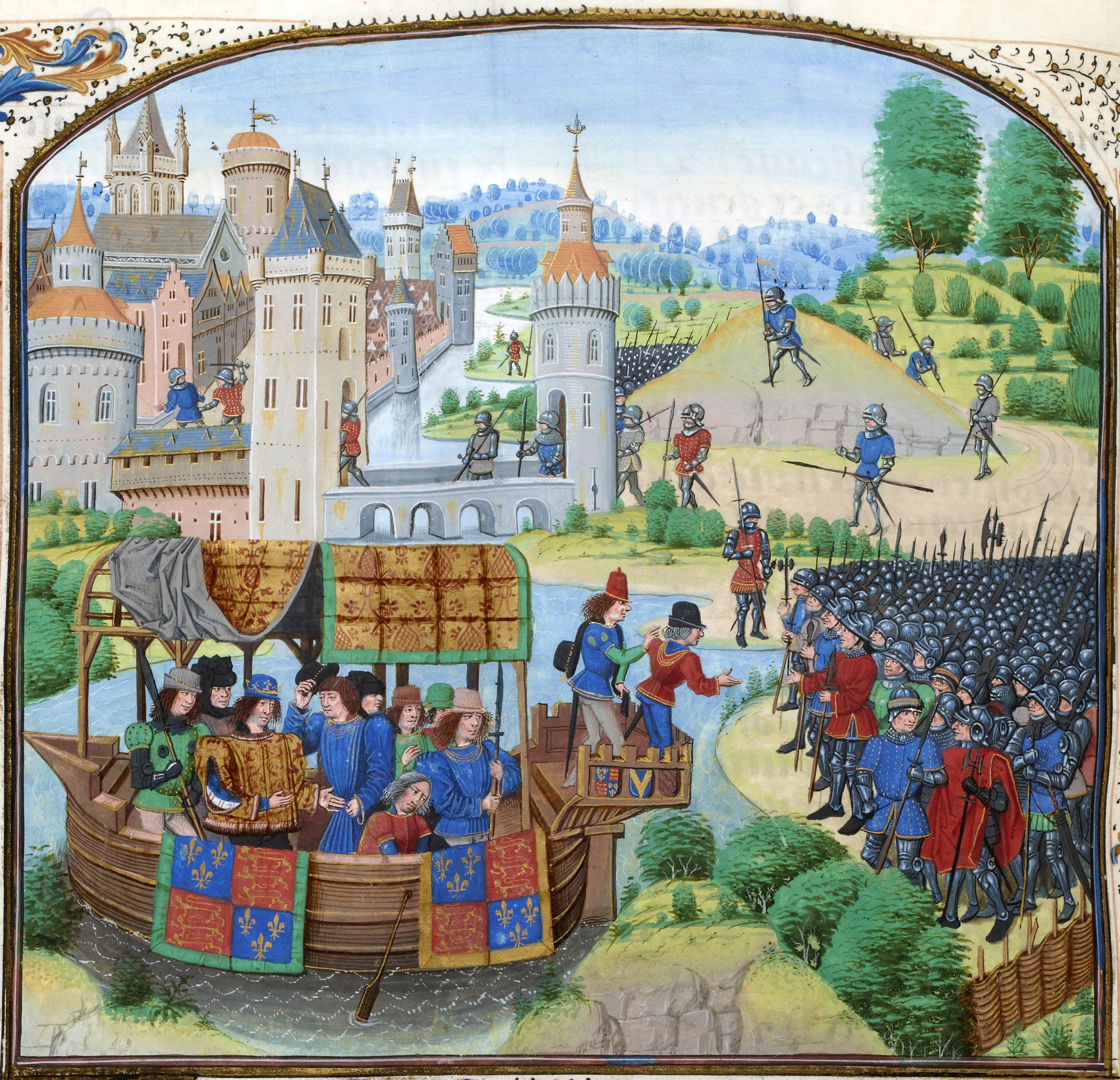
Король Англии Ричард II встречается с участниками восстания Уота Тайлера

Народные восстания в Европе позднего Средневековья —   восстания крестьян и горожан в XIV—XVI веках. Являются частью более общего кризиса позднего Средневековья. В странах Центральной Европы и Балканского региона народные восстания привели к политической и социальной разобщенности, что облегчило экспансию Османской империи.

## Общая обстановка
Народные восстания происходили и ранее, например, восстания в имениях против жестоких землевладельцев, но они имели локальный характер. Всё изменилось в XIV и XV веках, когда нагрузка на социальные низы резко возросла, что привело к массовым протестным движениям и народным восстаниям по всей Европе. Например, в Германии между 1336 и 1525 имели место не менее шестидесяти случаев вооруженных крестьянских восстаний.
Большинство восстаний были связаны с желанием перераспределения доходов в пользу низших классов общества, а также улучшением социального статуса последних. Как правило все восстания низших классов подавлялись силами высших классов. Дошло до того, что слово «крестьянин» стало в Европе уничижительным понятием для тех, кто обладал богатством и имел высокий социальный статус.  Такое положение резко отличалось от прежних времен, когда считалось, что общество было основано на трех классах: тех, кто работает, тех, кто молится, и тех, кто сражается. При этом считалось, что крестьяне ближе к Богу, чем другие классы.

## Причины

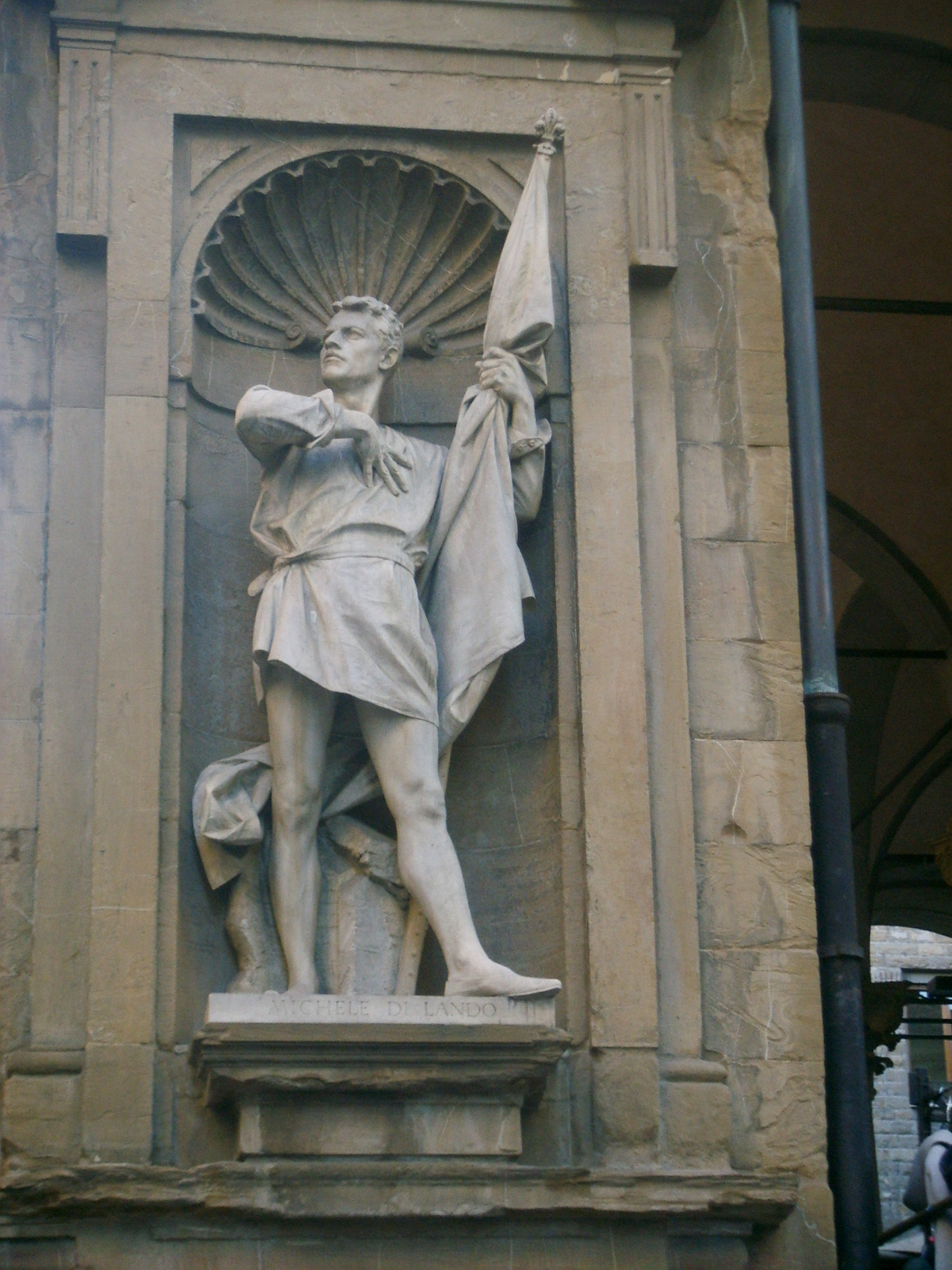
Микеле Ди Ландо занял видный пост (Gonfaloniere of Justice) во Флоренции в результате восстания гильдии Чомпи

Основными причинами массовых восстаний стали: увеличивающийся разрыв между богатыми и бедными, снижение доходов малоимущих слоев населения, рост инфляции с одновременным повышением налогов, а также голод, чума, войны, и религиозные противоречия.
Социальный разрыв между богатыми и бедными в позднем Средневековье стал более выраженным. Процесс социального расслоения начался уже в XII веке с появлением дворянства. Дворян выделяли особая одежда, манеры, речь, питание и образование. К XIV веку дворяне стали разительно отличаться от низших классов как поведением и внешним видом, так и системой ценностей.
В то же время дворяне столкнулись с кризисом снижения доходов. К 1285 году инфляция стала повсеместной (отчасти из-за роста населения), при этом арендная плата за землю — основной доход дворян-землевладельцев, — была постоянной и основанной на феодальной организации общества. Цены же на товары и услуги росли из-за инфляции, поэтому реальные доходы дворянства снизились. Ситуация усугублялась возросшим аппетитом дворянства к роскоши, что требовало все больше денег. Для повышения доходов и поддержания роскошного уровня жизни многие дворяне незаконно повышали арендные ставки, прибегали к обману, хищениям а иногда и к откровенному грабежу.
Монархи, которым были нужны деньги для финансирования войн прибегали к «порче денег» путем тайного уменьшения веса монет или содержания благородных металлов в них, что вело к увеличению инфляции и, в конечном итоге, росту налоговых ставок.
В XIV веке разразился кризис, связанный с двухлетним неурожаем, эпидемией чумы и Столетней войной, что резко увеличило нагрузку на низшие классы. Так, эпидемия чумы привела к заметному снижению численности работоспособного населения.
Дополнительным фактором недовольства стала проповедь ордена францисканцев, напоминавших о том, что собственность, богатство и неравенство противоречат основным принципам христианства. Общее настроение выразил популярный проповедник Джон Болл во время Восстания Уота Тайлера: «Когда Адам пахал, а Ева пряла, кто был тогда дворянином?»

## Крестьянские восстания

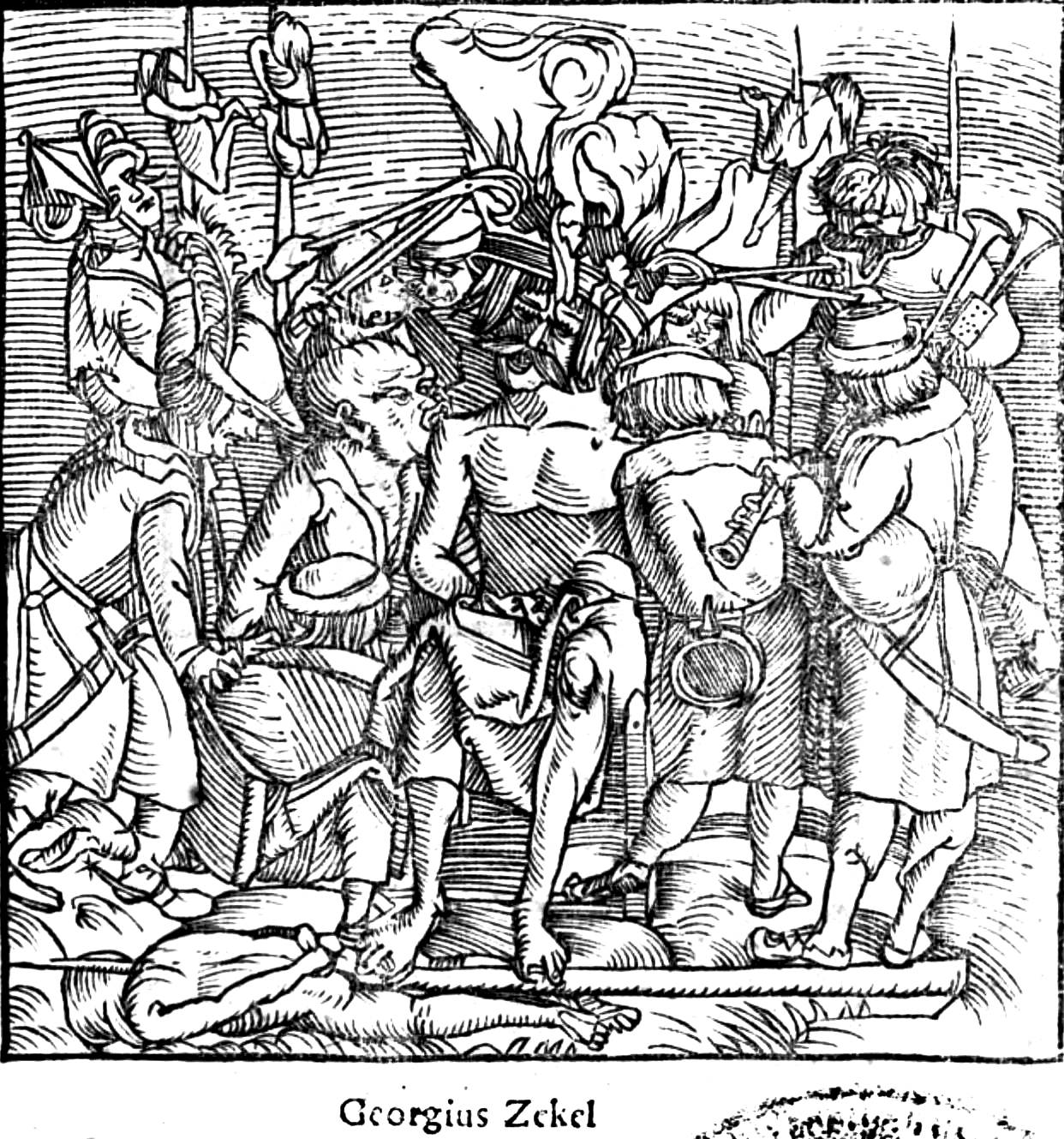
Восстание Дьердя Dózsa в (1514) молниеносно распространилось в Королевстве Венгрия; были сожжены сотни имений и замки; тысячи дворян были жестоко убиты посажением на кол, распятием и другими бесчеловечными способами. после поражения восстания Dózsa был казнен на раскаленном железный трон.

- Крестьянское восстание во Фландрии (1323—1328).
- Крестьянская война в Эстонии (1343—1363).
- Жакерия — крестьянское восстание в северной Франции (1356—1358) во время Столетней войны.
- Восстание Уота Тайлера или Великое восстание 1381 года — важное событие в истории Англии. Это восстание — наиболее известный и отражённый в документах случай данного периода.
- Восстание Священного Братства в Галисии (1431—1467).
- Крестьянское восстание в Трансильвании (1437—1438). Военная тактика повстанцев была основана на опыте Гуситских войн (например, использовались боевые колесницы).
- Восстание Джека Кейда в Кенте (1450).
- Восстание Дьёрдя Дожи в Трансильвании (1514).
- Крестьянская война в Германии (1524—1526) —

## Городские восстания
- Восстание Зилотов, Салоники, Византийская Империя, 1342-1350.
- Восстание Кола ди Риенци в центральной Италии,  1354.
- Восстание Чомпи  во Флоренции,  1378
- Гарель — восстание жителей Руана, 1382.
- Восстание в провинции Даларна, Швеция, 1434.

## Терминология

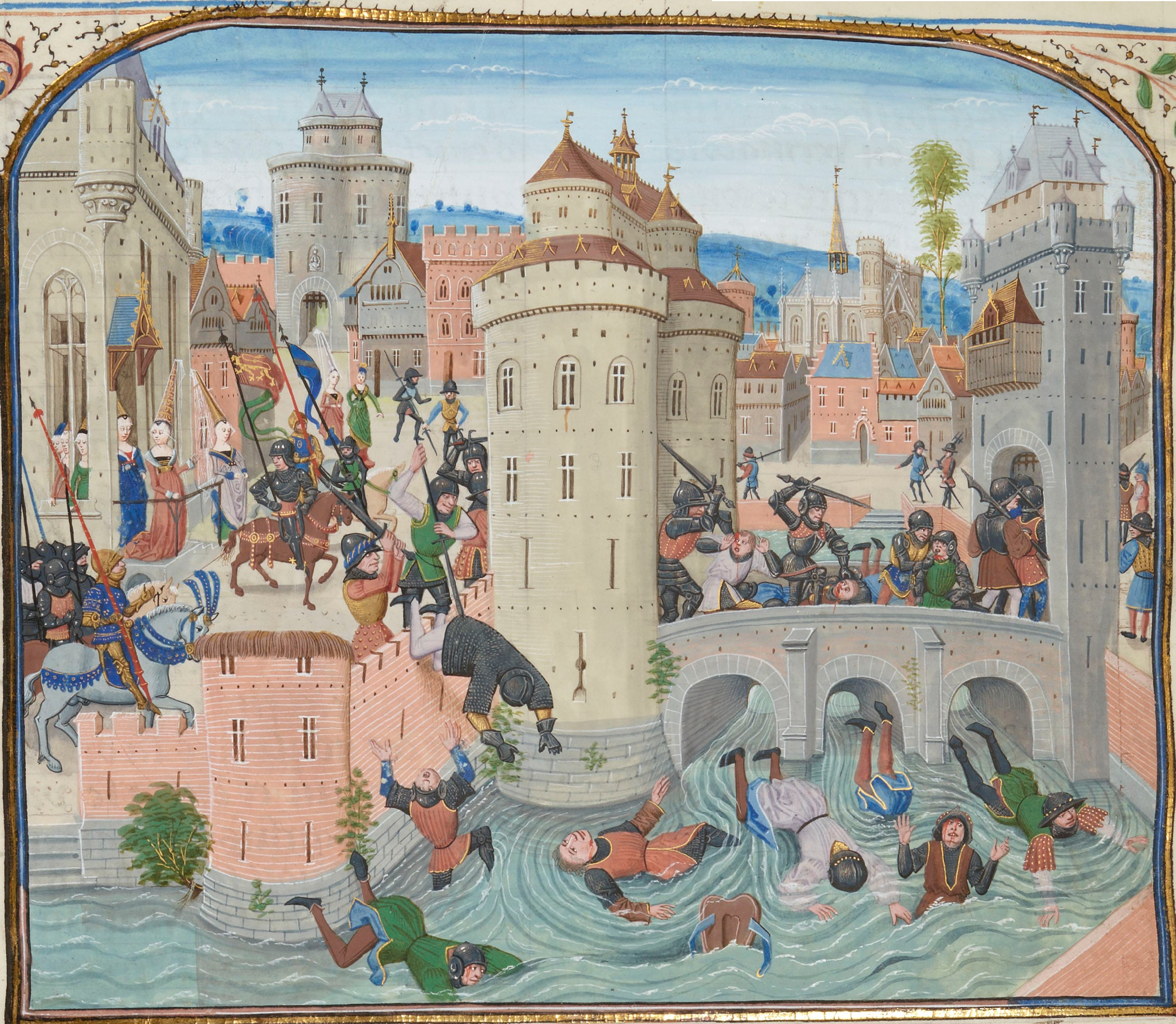
Поражение Жакерия

При описания восстаний разные историки используют различные  термины. Ранее крестьяне пользовались уважением за набожность и трудолюбие. Однако по мере роста уровня жизни высших классов,  представления о достоинстве и равенстве крестьян  изменились. Эти новые настроения совпали с народными восстаниями XIV векa.
Исследования Родни Хилтона  показали, что крестьянское восстание 1381 г. в Англии  возглавляли не крестьяне, а небогатые купцы, в наибольшей степени пострадавшие от повышения налогов. К восстанию примкнули безземельные рыцари, отлученные от церкви священнослужители и прочие недовольные своим положением. Таким образом восстания, которые принято называть народными, зачастую  организуют и возглавляют люди, которые не относили себя к крестьянам.